# Pontifícia Academia das Ciências
A Pontifícia Academia de Ciências foi fundada em Roma, em 1603, com o nome de Academia dos Linces por Frederico Cesi e foi a primeira academia científica do mundo. Galileu Galilei foi um de seus membros. Hoje, conta cerca de 80 "acadêmicos pontifícios", nomeados pelo papa, sob indicação do corpo acadêmico, sem nenhum tipo de discriminação. Muitos dos cientistas-membros, provenientes de todo o mundo, não são católicos. Promover a pesquisa e examinar questões científicas de interesse da Igreja são objetivos da Academia.

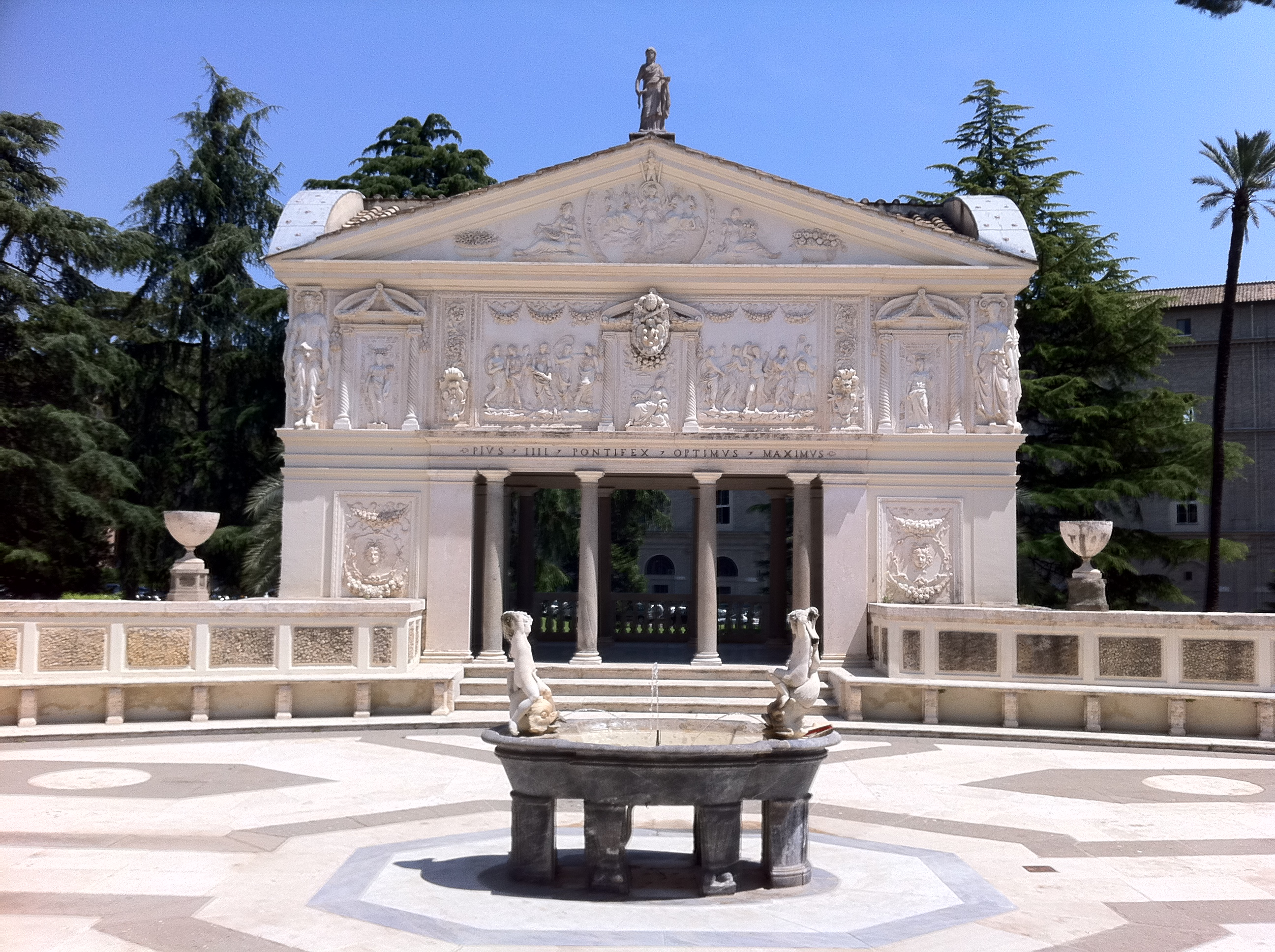

Desde 1936 a Academia tem adquirido cada vez mais caráter internacional. Sempre mantendo seu interesse pelos diferentes ramos da ciência, ela sublinha a importância da cooperação interdisciplinar. No mundo é a única academia de ciências a ter uma única categoria e um caráter supranacional. Atualmente a Academia, além de se interessar pela pesquisa científica, preocupa-se com os problemas notadamente ligados à ética da responsabilidade ambiental da comunidade científica.
A Academia concede a cada dois anos a Medalha Pio XI a um jovem cientista de reputação internacional. Possui ainda a reputação de ser a assembleia que conta com o maior número de membros laureados com prêmio Nobel, sendo que foram majoritariamente escolhidos como membros da Academia bem antes de serem premiados.
A sua sede é a "Casina", um tesouro da arquitetura do século XVI, construído em 1561 para servir de residência de verão do Papa Pio IV.
A Academia conta com 80 membros, homens e mulheres, de diferentes países e religiões, que prestam uma contribuição marcante nos seus domínios de atividade científica. São nomeados pelo Papa após terem sido eleitos pelos outros acadêmicos.

## Membros da Academia
- Werner Arber (1981- )
- Vanderlei Salvador Bagnato (2012- )
- David Baltimore (1978- )
- Antonio M. Battro (2002- )
- Daniel Adzei Bekoe (1983- )
- Paul Berg (1996- )
- Enrico Berti (2001- )
- Robert Eric Betzig (2016- )
- Helen M. Blau (2017- )
- Thierry Boon-Falleur (2002- )
- Joachim von Braun (2012- )
- Luís Caffarelli (1994- )
- Steven Chu (2018- )
- Aaron Ciechanover (2007- ) Presidente
- Claude Cohen-Tannoudji (1999- )
- Francis Collins (2009- )
- Yves Coppens (2014- )
- Suzanne Cory (2004- )
- Paul J. Crutzen (1996- )
- Stanislas Dehaene (2008-)
- Francis Delmonico (2016- )
- Edward M. De Robertis (2009- )
- Manfred Eigen (1981- )
- Gerhard Ertl (2010- )
- Albert Eschenmoser (1986- )
- Elaine Fuchs (2018- )
- Antonio García-Bellido (2003- )
- Takashi Gojobori (2007- )
- Theodor W. Hänsch (2006- )
- Mohamed H.A. Hassan (2018- )
- Stefan Hell (2019- )
- Michał Heller (1990- )
- Krishnaswami Kasturirangan (2006- )
- Klaus von Klitzing (2007- )
- Nicole Marthe Le Douarin (1999- )
- Tsung-Dao Lee (2003- )
- Yuan Tseh Lee (2007- )
- Jean-Marie Lehn (1996- )
- Pierre Léna (2001- )
- Jane Lubchenco (2019- )
- Juan Maldacena (2013-)
- Yuri Manin (1996- )
- Beatrice Mintz (1986- )
- Jürgen Mittelstraß (2002- )
- Erna Möller (2013-)
- Mario J. Molina (2000- )
- Salvador Moncada (2016- )
- Rudolf Muradyan (1994- )
- Sergei Novikov (1996- )
- Ryōji Noyori (2002- )
- William D. Phillips (2004- )
- John Charles Polanyi (1986- )
- Ingo Potrykus (2005- )
- Frank Press (1999- )
- Yves Quéré (2003- )
- V. Ramanathan (2004- )
- Chintamani Rao (1990- )
- Peter Hamilton Raven (1990- )
- Martin Rees (1990- )
- Ignacio Rodriguez-Iturbe (2007- )
- Carlo Rubbia (1985- )
- Roald Sagdeev (1990- )
- John Schellnhuber (2015- )
- Michael Sela (1975- )
- Maxine Singer (1986- )
- Wolf Singer (1992- )
- Govind Swarup (2008- )
- Hans Tuppy (1970- )
- Rafael Vicuña (2000- )
- Cédric Villani (2016- )
- Edward Witten (2006- )
- Shinya Yamanaka (2013-)
- Chen Ning Yang (1997- )
- Ada Yonath (2014- )
- Antonino Zichichi (2000- )

### Membros honorários
- Jean-Michel Maldamé, O.P. (1997- )

### Membrosperdurante munere
- Chanceler da Academia: Marcelo Sánchez Sorondo (1998- )
- Diretor do Observatório do Vaticano: Guy Joseph Consolmagno, SJ (2015- )
- Prefeito da Biblioteca Apostólica Vaticana: Cesare Pasini (2007- )
- Prefeito dos Arquivos Secretos do Vaticano: Sergio Pagano, B. (1997- )

## Membros prêmio Nobel
Por muitas décadas de atividade a Academia tem tido vencedores do Prêmio Nobel entre os seus membros, vários deles foram indicados membros acadêmicos antes de receberem este prêmio de prestígio internacional. Dentre estes se incluem:
- Ernest Rutherford (Química, 1908)
- Guglielmo Marconi (Física, 1909)
- Alexis Carrel (Fisiologia, 1912)
- Max von Laue (Física, 1914)
- Max Planck (Física, 1918)
- Niels Bohr (Física, 1922)
- Werner Heisenberg (Física, 1932)
- Paul Dirac (Física, 1933)
- Erwin Schrödinger (Física, 1933)
- Peter J.W. Debye (Química, 1936)
- Otto Hahn (Química, 1944)
- Sir Alexander Fleming (Fisiologia, 1945)
- Chen Ning Yang  (Física, 1957)
- Tsung-Dao Lee (Física, 1957)
- Joshua Lederberg (Fisiologia, 1958)
- Rudolf Mössbauer (Física, 1961)
- Max Perutz (Química, 1962)
- John Carew Eccles (Fisiologia, 1963)
- Charles H. Townes (Física, 1964)
- Manfred Eigen (Química, 1967)
- George Porter (Química, 1967)
- Har Gobind Khorana (Fisiologia, 1968)
- Marshall W. Nirenberg (Fisiologia, 1968)
- Christian B. Anfinsen (Química, 1972)
- Christian de Duve (Fisiologia, 1974)
- George Emil Palade (Fisiologia, 1974)
- David Baltimore (Fisiologia, 1975)
- Aage Bohr (Física, 1975)
- Abdus Salam (Física, 1979)
- Paul Berg (Química, 1980)
- Kai Siegbahn (Física, 1981)
- Sune Bergstrom (Fisiologia, 1982)
- Carlo Rubbia (Física, 1984)
- Klaus von Klitzing (Física, 1985)
- Rita Levi-Montalcini (Fisiologia, 1986)
- John C. Polanyi (Química, 1986)
- Yuan Tseh Lee (Química, 1986)
- Jean-Marie Lehn (Química, 1987)
- Joseph E. Murray (Fisiologia, 1990)
- Gary Stanley Becker (Economia, 1992)
- Paul Crutzen (Química, 1995)
- Mario Molina (Química, 1995)
- Claude Cohen-Tannoudji (Física, 1997)
- Ahmed Zewail (Química, 1999)
- Günter Blobel (Fisiologia, 1999)
- Ryoji Noyori (Química, 2001)
- Aaron Ciechanover (Química, 2004)
- Gerhard Ertl (Química, 2007)

Outros eminentes acadêmicos incluem o Padre Agostino Gemelli (1878-1959), fundador da Universidade Católica do Sagrado Coração e presidente da Academia depois da sua re-fundação até 1959, e Mons. Georges Lemaitre (1894-1966), um dos pais da cosmologia contemporânea que exerceu o cargo de presidente de 1960 a 1966 e o brasileiro neurocientista Carlos Chagas Filho.